# Pistolero (album)
Pistolero è il secondo album in studio del gruppo musicale Frank Black and the Catholics, pubblicato nel 1999.

## Tracce
1. Bad Harmony – 3:19
2. I Switched You – 5:21
3. Western Star – 3:12
4. Tiny Heart – 3:32
5. You're Such a Wire – 2:07
6. I Love Your Brain – 3:49
7. Smoke Up – 2:55
8. Billy Radcliffe – 2:24
9. So Hard to Make Things Out – 5:37
10. 85 Weeks – 2:36
11. I Think I'm Starting to Lose It – 2:11
12. I Want Rock & Roll – 3:02
13. Skeleton Man – 3:12
14. So. Bay – 5:05

## Formazione
- Frank Black – voce, chitarra
- Scott Boutier – batteria
- David McCaffery – basso, voce
- Rich Gilbert – chitarra, cori